# Chutes Pedernales
Pour les articles homonymes, voir Pedernales.
Les chutes Pedernales (en anglais : Pedernales Falls) sont des chutes d'eau américaines dans le comté de Blanco, au Texas. Situées le long du cours de la rivière Pedernales, elles relèvent du bassin versant du Colorado. Elles sont protégées au sein du parc d'État des Pedernales Falls.